# Tawhai arborea
Genre
Espèce
Synonymes
- Tetragnatha arborea Urquhart, 1891

Tawhai arborea, unique représentant du genre Tawhai, est une espèce d'araignées aranéomorphes de la famille des Tetragnathidae.

## Distribution
Cette espèce est endémique de Nouvelle-Zélande.

## Description
Le mâle décrit par Álvarez-Padilla, Kallal et Hormiga en 2020 mesure 8,2 mm et la femelle 8,4 mm.

## Systématique et taxinomie
Cette espèce a été décrite sous le protonyme Tetragnatha arborea par Urquhart en 1891. Elle est placée dans le genre Tawhai par Álvarez-Padilla, Kallal et Hormiga en 2020.

## Publications originales
- Urquhart, 1891 : On new species of Araneae. Transactions of the New Zealand Institute, vol. 23, p. 128-189 (texte intégral).
- Álvarez-Padilla, Kallal & Hormiga, 2020 : Taxonomy and phylogenetics of Nanometinae and other Australasian orb-weaving spiders (Araneae: Tetragnathidae). Bulletin of the American Museum of Natural History, no 438, p. 1-107.